# Samuel Meilley
Samuel Meilley, né le 18 août 1967 à Chaumont, est un footballeur français des années 1980 et 1990. Durant sa carrière, il évolue au poste de milieu de terrain, principalement en Division 2.

## Biographie
Né le 18 août 1967 à Chaumont, Samuel Meilley évolue à l'ECA Chaumont avant de rejoindre le centre de formation de l'AJ Auxerre en 1984. Durant sa formation, il fait partie de la section sportive du lycée Fourier d'Auxerre, au même titre que les autres jeunes espoirs du club, et côtoie dans sa génération des joueurs comme William Prunier et Daniel Dutuel, avec lequel il se lie d'amitié. Il remporte la Coupe Gambardella 1985 au sein d'une équipe où figurent également Lionel Charbonnier, Éric Cantona, Pascal Vahirua, Raphaël Guerreiro, ou encore Roger Boli. Samuel Meilley passe professionnel en 1988, et est immédiatement prêté par le club icaunais au CS Louhans-Cuiseaux, qui dispute alors le championnat de Division 2. Durant la saison 1988-1989, il prend ainsi part à 27 rencontres de championnat, et marque ses trois premiers buts chez les professionnels. De retour à Auxerre en 1989, il découvre la première division, mais ne dispute qu'une seule rencontre à ce niveau, puis quitte son club formateur.
En 1990, Samuel Meilley rejoint le GFC Ajaccio et retrouve ainsi la deuxième division, le club corse étant promu à ce niveau. Il y joue durant trois saisons, cumulant une centaine d'apparitions et marquant dix-neuf buts. L'édition 1992-1993 du championnat est synonyme de descente en National 1 pour le Gazélec, les sept dernières équipes de chacun des deux groupes étant reléguées pour laisser place à une unique poule de vingt-deux clubs la saison suivante. Samuel Meilley reste cependant en D2, puisqu'il quitte Ajaccio pour signer au FC Istres. Toutefois, le club istréen termine dernier du championnat la saison suivante, et Meilley découvre ainsi le National 1 lors de la saison 1994-1995. Un passage à l'étage inférieur de courte durée puisque, dès 1995, après un passage par le stage estival de l'UNFP, Samuel Meilley signe au FCO Charleville, et retrouve ainsi la D2. Il reste durant deux saisons dans les Ardennes, mais la seconde se conclut sur une relégation administrative, prélude à un dépôt de bilan qui conduit le FCO Charleville à abandonner le professionnalisme. À l'été 1997, le joueur rejoint ainsi l'Amiens SC, et poursuit sa carrière en deuxième division pour deux ultimes saisons à ce niveau. Il met un terme à sa carrière de joueur professionnel en 1999.
En 2009, il pratique le football d'entreprise sous les couleurs du groupe Nicollin.

## Statistiques
| Saison                | Club                       | Championnat           | Championnat | Championnat | Coupe nationale | Coupe nationale | Coupe de la Ligue | Coupe de la Ligue | Total | Total |
| Saison                | Club                       | Division              | M.          | B.          | M.              | B.              | M.                | B.                | M.    | B.    |
| 1988-1989             | CS Louhans-Cuiseaux (prêt) | Division 2            | 27          | 3           | 0               | 0               | -                 | -                 | 27    | 3     |
| 1989-1990             | AJ Auxerre                 | Division 1            | 1           | 0           | 0               | 0               | -                 | -                 | 1     | 0     |
| 1990-1991             | GFC Ajaccio                | Division 2            | 33          | 7           | 3               | 2               | -                 | -                 | 36    | 9     |
| 1991-1992             | GFC Ajaccio                | Division 2            | 32          | 6           | 4               | 0               | -                 | -                 | 36    | 6     |
| 1992-1993             | GFC Ajaccio                | Division 2            | 27          | 4           | 2               | 0               | -                 | -                 | 29    | 4     |
| 1993-1994             | FC Istres                  | Division 2            | 34          | 4           | 0               | 0               | -                 | -                 | 34    | 4     |
| 1994-1995             | FC Istres                  | National 1            | 2           | 0           | 0               | 0               | -                 | -                 | 2     | 0     |
| 1995-1996             | FCO Charleville            | Division 2            | 25          | 1           | 0               | 0               | -                 | -                 | 25    | 1     |
| 1996-1997             | FCO Charleville            | Division 2            | 39          | 3           | 0               | 0               | 1                 | 0                 | 40    | 3     |
| 1997-1998             | Amiens SC                  | Division 2            | 32          | 0           | 0               | 0               | 1                 | 0                 | 33    | 0     |
| 1998-1999             | Amiens SC                  | Division 2            | 21          | 0           | 2               | 0               | 2                 | 0                 | 25    | 0     |
| Total sur la carrière | Total sur la carrière      | Total sur la carrière | 273         | 28          | 11              | 2               | 4                 | 0                 | 288   | 30    |

## Palmarès
Samuel Meilley remporte la Coupe Gambardella en 1985 sous les couleurs de l'AJ Auxerre.